# Trypanocentra nigripennis
Trypanocentra nigripennis är en tvåvingeart som först beskrevs av de Meijere 1913.  Trypanocentra nigripennis ingår i släktet Trypanocentra och familjen borrflugor. Inga underarter finns listade i Catalogue of Life.